# Yetide Badaki
Yetide Badaki (Ibadán, Nigeria; 24 de septiembre de 1981) es una actriz estadounidense de origen nigeriano. Es conocida por intrerpretar a Bilqis en la serie American Gods de Starz.

## Primeros años
Cuando tenía tres años se mudó a Inglaterra, donde permaneció tres años; regresó a Nigeria durante seis años y se estableció en Estados Unidos a los doce años. Se graduó en la McGill University con una especialización en literatura inglesa (teatro) y una especialización en ciencias ambientales. También tiene un máster en bellas artes en teatro de la Universidad Estatal de Illinois. Se convirtió en ciudadana estadounidense en 2014.

## Carrera
Badaki recibió en 2006 la nominación al Jeff Award por mejor actriz en un papel principal por su papel en I Have Before Me a Remarkable Document Given to Me by a Young Lady from Rwanda. Ella ha recibido críticas positivas por su interpretación de Bilquis en American Gods. El personaje de Bilquis ha tenido su historia ampliada para la serie de televisión
Badaki ha escrito un cortometraje llamado Wonderland, que está financiado en IndieGoGo.  Badaki y Karen David producirán y protagonizarán el cortometraje que dirigirá Jessica Sherif.  Wonderland es una adaptación de  Alicia en el País de las Maravillas ambientada en el Los Ángeles de la actualidad.

## Filmografía

### Cine
| Año  | Título           | Personaje              | Notas |
| ---- | ---------------- | ---------------------- | ----- |
| 2003 | Expiration       | Naomi                  |       |
| 2017 | Cardinal X       | Anita                  |       |
| 2018 | Chasing the Rain | La Mujer               |       |
| 2018 | The Long Shadow  | Sissy Leblanc          |       |
| 2019 | The Buried Girl  | Alex                   |       |
| 2020 | What We Found    | Alex                   |       |
| 2022 | Rise             | Veronica Antetokounmpo |       |

### Televisión
| Año       | Título            | Papel              | Notas                                  |
| --------- | ----------------- | ------------------ | -------------------------------------- |
| 2008      | Lost              | Narjiss            | Episode: "The Shape of Things to Come" |
| 2013      | Mentes Criminales | Maya Carcani       | Episodio: "Final Shot"                 |
| 2014      | Sequestered       | Keira              | Recurrente                             |
| 2014      | Masters of Sex    | Enfermera Williams | Episodio: "Blackbird"                  |
| 2015      | NCIS: New Orleans | Felicia Patrice    | Episodio: "Le Carnaval de la Mort"     |
| 2015      | Aquarius          | Rita Carter        | Episodio: "Your Mother Should Know"    |
| 2016      | K.C. Undercover   | Penelope           | Episodio: "Coopers Reactivated!"       |
| 2017-2021 | American Gods     | Bilquis            | Personaje principal                    |
| 2018      | This Is Us        | Chi Chi            | Recurrente                             |
| 2020      | The Magicians     | Zoe Marcus         | Episodio: "The Mountain of Gods"       |

### Videojuegos
| Año  | Título                         | Papel        | Notas |
| ---- | ------------------------------ | ------------ | ----- |
| 2016 | Call of Duty: Infinite Warfare | Ebele Yetide |       |